# Cofidis Women Team
Das Cofidis Women Team ist ein französisches Frauen-Radsportteam mit Sitz in Bondues.

## Organisation und Geschichte
Die Mannschaft wurde zur Saison 2022 gegründet und als UCI Women’s Continental Team lizenziert. Sie ist das Frauenteam zum gleichnamigen UCI WorldTeam Cofidis und wird vom selben Betreiber geführt. Als bekannte Fahrerinnen wurden unter anderem Clara Koppenburg und Rachel Neylan verpflichtet. Den ersten Sieg für das Team erzielte Martina Alzini bei der Tour de Bretagne Féminin 2022. 
Die Saison 2023 schloss das Team mit fünf Saisonerfolgen als drittbestes Continental Team in der Weltrangliste ab. Da die beiden besten Continental Teams AG Insurance-Soudal und Ceratizit-WNT Pro Cycling zur Saison 2024 durch zwei frei gewordenen Lizenzen als UCI Women’s WorldTeam lizenziert wurden, erhielt das Cofidis Women Team als drittbestes Team eine automatische Einladung zu allen Rennen der UCI Women’s WorldTour 2024.
Zur Saison 2025 wurde das Team als UCI Women’s ProTeam lizenziert und gehört damit zu den ersten sieben Teams in dieser Kategorie nach Einführung durch die UCI.

## Platzierungen in UCI-Ranglisten
| UCI World Tour | UCI World Tour | UCI World Tour          | UCI World Tour |
| Jahr           | Teamwertung    | Einzelwertung           |                |
| -------------- | -------------- | ----------------------- | -------------- |
| 2022           | 22.            | Rachel Neylan (109. )   |                |
| 2023           | 20.            | Clara Koppenburg (97. ) |                |
| 2024           | 18.            | Victoire Berteau (58. ) |                |
|                |                |                         |                |
| Quelle: UCI    |                |                         |                |

| UCI Ranking | UCI Ranking | UCI Ranking              | UCI Ranking |
| Jahr        | Teamwertung | Einzelwertung            |             |
| ----------- | ----------- | ------------------------ | ----------- |
| 2022        | 28.         | Clara Koppenburg (138. ) |             |
| 2023        | 18.         | Clara Koppenburg (75. )  |             |
| 2024        | 19.         | Victoire Berteau (47. )  |             |
|             |             |                          |             |
| Quelle: UCI |             |                          |             |

## Mannschaft 2025
| Teamkader 2025               | Teamkader 2025    | Teamkader 2025 | Teamkader 2025                         |
| Name                         | Geburtsdatum      | Land           | Vorheriges Team                        |
| ---------------------------- | ----------------- | -------------- | -------------------------------------- |
| Martina Alzini               | 10. Februar 1997  | Italien        | Valcar-Travel & Service (2021)         |
| Julie Bego                   | 9. Januar 2005    | Frankreich     | Chambéry Cyclisme Compétition (2023)   |
| Victoire Berteau             | 16. August 2000   | Frankreich     | Doltcini-Van Eyck-Proximus (2021)      |
| Marion Borras                | 24. November 1997 | Frankreich     | St Michel-Mavic-Auber 93 (2024)        |
| Flavie Boulais               | 6. Juni 2003      | Frankreich     | Elles-Groupama-Pays de la Loire (2022) |
| Eugenia Bujak                | 25. Juni 1989     | Slowenien      | UAE Team ADQ (2024)                    |
| Ema Comte (1. Aug.–31. Dez.) | 24. März 2005     | Frankreich     | Team Féminin Chambéry (2025)           |
| Amalie Dideriksen            | 24. Mai 1996      | Dänemark       | Uno-X Mobility (2024)                  |
| Valentine Fortin             | 24. April 1999    | Frankreich     | St Michel-Auber 93 (2021)              |
| Victorie Guilman             | 25. März 1996     | Frankreich     | St Michel-Mavic-Auber 93 (2024)        |
| Špela Kern                   | 24. Februar 1990  | Slowenien      | Massi Tactic (2022)                    |
| Clara Koppenburg             | 3. August 1995    | Deutschland    | EF-Oatly-Cannondale (2024)             |
| Hannah Ludwig                | 15. Februar 2000  | Deutschland    | Uno-X Pro Cycling Team (2023)          |
| Lise Ménage                  | 26. August 2004   | Frankreich     |                                        |
| Nikola Nosková               | 1. Juli 1997      | Tschechien     | Massi Tactic (2023)                    |
| Nadia Quagliotto             | 22. März 1997     | Italien        | Laboral Kutxa-Fundación Euskadi (2024) |
| Kirstie van Haaften          | 21. Januar 1999   | Niederlande    | Parkhotel Valkenburg (2023)            |
|                              |                   |                |                                        |
| Quelle: ProCyclingStats      |                   |                |                                        |